# Europäische Badminton-Hochschulmeisterschaft 2008
Die Europäische Badminton-Hochschulmeisterschaft 2008 fand vom 9. bis zum 13. September 2008 in Krakau statt. Es war die fünfte Austragung der Titelkämpfe.

## Sieger und Platzierte
| Disziplin    | Gold                                                                 | Silber                                                                           | Bronze                                                               |
| ------------ | -------------------------------------------------------------------- | -------------------------------------------------------------------------------- | -------------------------------------------------------------------- |
| Herreneinzel | Przemysław Wacha Akademia Humanistyczno-Ekonomiczna Łódź             | Vladimir Malkov Staatliche Universität Saratow                                   | Rafał Hawel Akademia Humanistyczno-Ekonomiczna Łódź                  |
| Herreneinzel | Przemysław Wacha Akademia Humanistyczno-Ekonomiczna Łódź             | Vladimir Malkov Staatliche Universität Saratow                                   | Sebastian Schöttler WG Hamburg                                       |
| Dameneinzel  | Kamila Augustyn Akademia Humanistyczno-Ekonomiczna Łódź              | Agnieszka Wojtkowska Akademia Humanistyczno-Ekonomiczna Łódź                     | Evgeniya Dimova Staatliche Universität des Fernen Ostens             |
| Dameneinzel  | Kamila Augustyn Akademia Humanistyczno-Ekonomiczna Łódź              | Agnieszka Wojtkowska Akademia Humanistyczno-Ekonomiczna Łódź                     | Caroline Smith Loughborough University                               |
| Herrendoppel | Rafał Hawel Przemysław Wacha Akademia Humanistyczno-Ekonomiczna Łódź | Maurice Niesner Till Zander WG Hamburg                                           | Konstantin Khlestov Vladimir Malkov Staatliche Universität Saratow   |
| Herrendoppel | Rafał Hawel Przemysław Wacha Akademia Humanistyczno-Ekonomiczna Łódź | Maurice Niesner Till Zander WG Hamburg                                           | Evgeny Dremin Sergey Lunev Staatliche Universität des Fernen Ostens  |
| Damendoppel  | Małgorzata Kurdelska Natalia Pocztowiak AWF Wrocław                  | Agnieszka Wojtkowska Aleksandra Wałaszek Akademia Humanistyczno-Ekonomiczna Łódź | Justine Ling Ava Monney Universität Genf                             |
| Damendoppel  | Małgorzata Kurdelska Natalia Pocztowiak AWF Wrocław                  | Agnieszka Wojtkowska Aleksandra Wałaszek Akademia Humanistyczno-Ekonomiczna Łódź | Caroline Smith Jenny Day Loughborough University                     |
| Mixed        | Adam Cwalina Małgorzata Kurdelska AWF Wrocław                        | Evgeny Dremin Evgeniya Dimova Staatliche Universität des Fernen Ostens           | Łukasz Moreń Kamila Augustyn Akademia Humanistyczno-Ekonomiczna Łódź |
| Mixed        | Adam Cwalina Małgorzata Kurdelska AWF Wrocław                        | Evgeny Dremin Evgeniya Dimova Staatliche Universität des Fernen Ostens           | Tom Armstrong Jenny Day Loughborough University                      |
| Team         | Akademia Humanistyczno-Ekonomiczna Łódź                              | WG Hamburg                                                                       | Staatliche Universität des Fernen Ostens                             |